# Hypena ochreipennis
Hypena ochreipennis là một loài bướm đêm trong họ Erebidae.